# Henschel Hs 121
Henschel Hs 121 byl německý jednomístný jednomotorový hornoplošník s pevným podvozkem ostruhového typu určený ke stíhání a pokračovacímu výcviku.

## Vznik
Šest měsíců po založení (30. 3. 1933) společnosti Henschel vznikl projekt její první vlastní konstrukce pod označením Hs 121. Letoun se měl zúčastnit soutěže vyhlášené technickým odborem Leteckého komisařství, ze které měl vzejít lehký stíhač kategorie Heimatschutzjäger. Podmínky soutěže byly zaslány také firmám Arado, Focke-Wulf a Heinkel.
První prototyp Hs 121a zalétal 4. ledna 1934 profesor Schübel. Stroj se projevil jako velmi nestabilní a celkové letové vlastnosti byly neuspokojivé. Bylo zřejmé, že bez zásadní změny koncepce nebude možno splnit podmínky Leteckého komisařství. V důsledku toho vznikl nový typ Henschel Hs 125 a další práce na Hs 121 byly zastaveny.

## Popis konstrukce
Henschelův konstruktér dip. ing. Nicolaus se při konstrukci nosné plochy Hs 121 inspiroval charakteristicky zalomeným křídlem ing. Zygmunta Puławskiho z varšavské továrny PZL. Základem takto koncipovaného eliptického křídla, jehož přední část byla potažena plechem a zbytek plátnem, byly dva kovové nosníky. Kovovou konstrukci trupu oválného průřezu kryl až k otevřené pilotní kabině plech a na ostatních plochách plátno. Plátnem byly potaženy rovněž všechny pohyblivé části křídla a ocasních ploch. Pevný podvozek s hydraulickými tlumiči byl opatřen aerodynamickými kryty. Stejně jako ostatní letouny přihlášené do soutěže byl Hs 121 poháněn osmiválcovým vidlicovým vzduchem chlazeným motorem Argus As 10 C o vzletovém výkonu 176 kW, který roztáčel dvoulistou vrtuli. Plánovanou výzbroj měl tvořit jeden pevný kulomet MG 17 ráže 7,92 mm s 250 náboji instalovaný v přední části trupu.

## Specifikace
Údaje:

### Technické údaje
- Osádka:
- Rozpětí: 10,00 m
- Délka: 7,30 m
- Výška: 2,25 m
- Nosná plocha: 14,00 m²
- Hmotnost prázdného letounu: 704 kg
- Vzletová hmotnost: 952 kg
- Pohonná jednotka:

### Výkony
- Maximální rychlost u země: 280 km/h
- Cestovní rychlost v 2000 m: 245 km/h
- Výstup do 2000 m: 5,7 min
- Praktický dostup: 6500 m
- Dolet: 500 km